# Limba tadjică
Limba tadjică (cunoscută și sub numele de persană tadjică) este o varietate modernă a limbii persane vorbită în Asia Centrală. Majoritatea vorbitorilor trăiesc în Tadjikistan (unde tadjica are statut de limbă oficială) și în Uzbekistan, în orașe ca Samarkand.

## Fonologie

### Vocale
|               | Anterioare | Anterioare | Anterioare | Centrale | Centrale | Centrale | Posterioare | Posterioare | Posterioare |
| ------------- | ---------- | ---------- | ---------- | -------- | -------- | -------- | ----------- | ----------- | ----------- |
| Închise       | [[i]]      | и, ӣ       | i, ī       |          |          |          | [[u]]       | у           | u           |
| Semiînchise   | [[e]]      | е          | e          | [[ɵ]]    | ӯ        | ū        |             |             |             |
| Semideschise  |            |            |            |          |          |          | [[ɔ]]       | о           | o           |
| Cvasideschise | [[æ]]      | а          | a          |          |          |          | [[ɔ]]       | о           | o           |

### Consoane
|           |          | Labiale | Labiale | Labiale | Dentale & Alveolare | Dentale & Alveolare | Dentale & Alveolare | Palatale | Palatale | Palatale | Velare | Velare | Velare | Uvulare | Uvulare | Uvulare | Glotale | Glotale | Glotale |
| --------- | -------- | ------- | ------- | ------- | ------------------- | ------------------- | ------------------- | -------- | -------- | -------- | ------ | ------ | ------ | ------- | ------- | ------- | ------- | ------- | ------- |
| Nazale    | Nazale   | [[m]]   | м       | m       | [[n]]               | н                   | n                   |          |          |          |        |        |        |         |         |         |         |         |         |
| Oclusive  | surdă    | [[p]]   | п       | p       | [[t]]               | т                   | t                   | [[t͡ʃ]]   | ч        | c        | [[k]]  | к      | k      | [[q]]   | қ       | q       | [[ʔ]]   | ъ       | ʼ       |
| Oclusive  | sonoră   | [[b]]   | б       | b       | [[d]]               | д                   | d                   | [[d͡ʒ]]   | ҷ        | ç        | [[ɡ]]  | г      | g      |         |         |         |         |         |         |
| Fricative | surdă    | [[f]]   | ф       | f       | [[s]]               | с                   | s                   | [[ʃ]]    | ш        | ş        |        |        |        | [[χ]]   | х       | x       |         |         |         |
| Fricative | sonoră   | [[v]]   | в       | v       | [[z]]               | з                   | z                   | [[ʒ]]    | ж        | ƶ        |        |        |        | [[ʁ]]   | ғ       | ƣ       | [[ɦ]]   | ҳ       | h       |
| Sonante   | Sonante  |         |         |         | [[l]]               | л                   | l                   | [[j]]    | й        | j        |        |        |        |         |         |         |         |         |         |
| Vibrante  | Vibrante |         |         |         | [[r]]               | р                   | r                   |          |          |          |        |        |        |         |         |         |         |         |         |